# Discworld MUD
Discworld MUD är ett text- och internetbaserat, multipersonsspel (MUD) baserat på Terry Pratchetts böcker om Skivvärlden.
Det grundades 1991 och öppnades för allmänheten 1992. Discworld MUD har sedan starten utvecklats till enorm storlek. Spelet är uppbyggt av flera stora städer (bl.a. Ankh Morpork, Bes Pelargic, Genua och Djelibeybi) på två kontinenter och flera småstäder utspridda runtomkring. Vanligtvis är 100-200 personer uppkopplade samtidigt till Discworld MUD. Spelet är gratis och öppet för alla med kunskaper i engelska.
Som spelare kan du välja att tillhöra ett flertal gillen - lönnmördare (assassins), tjuvar (thieves), präster (priests), krigare (warriors), häxor (witches) och trollkarlar (wizards). Många av dessa gillen har ytterligare specialiseringar tillgängliga. Varje gille har sina egna speciella kommandon och förmågor.
Över 500 olika själskommandon (soul commands) finns att tillgå för att underlätta rollspelandet. Rollspel är inte nödvändigt men används ändå av många spelare för att förhöja spelvärdet. Strid och stöld mellan spelare är bara möjlig för dem som valt Player Killer status. Alla andra spelare skyddas mot andra spelare (men dock inte mot NPC - non player characters).
En intressant funktion är att din skicklighet på olika aktiviteter är baserad på din färdighetsbonus. Färdighetsbonusen är ett viktat logaritmiskt förhållande mellan din nivå i färdighet och dina olika statusar (såsom styrka, fingerfärdighet och vishet) som påverkar den färdigheten. Avancemang är obegränsad, men ju högre din nivå i en färdighet är, desto mindre effekt har ökningen till en annan nivå.